# Hypselotriton cyanurus
Hypselotriton cyanurus es una especie de anfibios de la familia Salamandridae.

## Distribución geográfica
Es endémica de la provincia de Guizhou (China).

## Estado de conservación
Se encuentra amenazada por la pérdida de su hábitat natural.